# Aubiet
Aubiet ist eine französische Gemeinde mit 1127 Einwohnern (Stand 1. Januar 2022) im Département Gers in der Region Okzitanien (zuvor Midi-Pyrénées). Sie gehört zum Arrondissement Auch und zum Kanton Auch-2.

## Geographie
Aubiet liegt am Arrats, etwa 16 Kilometer westlich von Auch an der Via Tolosana. Durch die Gemeinde führt die autobahnartig ausgebaute Route nationale 124 und die Bahnstrecke von Saint-Agne nach Auch (mit Bahnhof in Aubiet).

## Geschichte
Historisch gesehen gehört der Ort zur ehemaligen Provinz Gascogne und zur ehemaligen Vizegrafschaft Fézensaguet. Aubiet wurde im 10. oder 11. Jahrhundert gegründet.

## Bevölkerungsentwicklung
| Jahr                       | 1968 | 1975 | 1982 | 1990 | 1999 | 2006 | 2020 |
| Einwohner                  | 971  | 880  | 911  | 1019 | 1001 | 1059 | 1119 |
| Quellen: Cassini und INSEE |      |      |      |      |      |      |      |

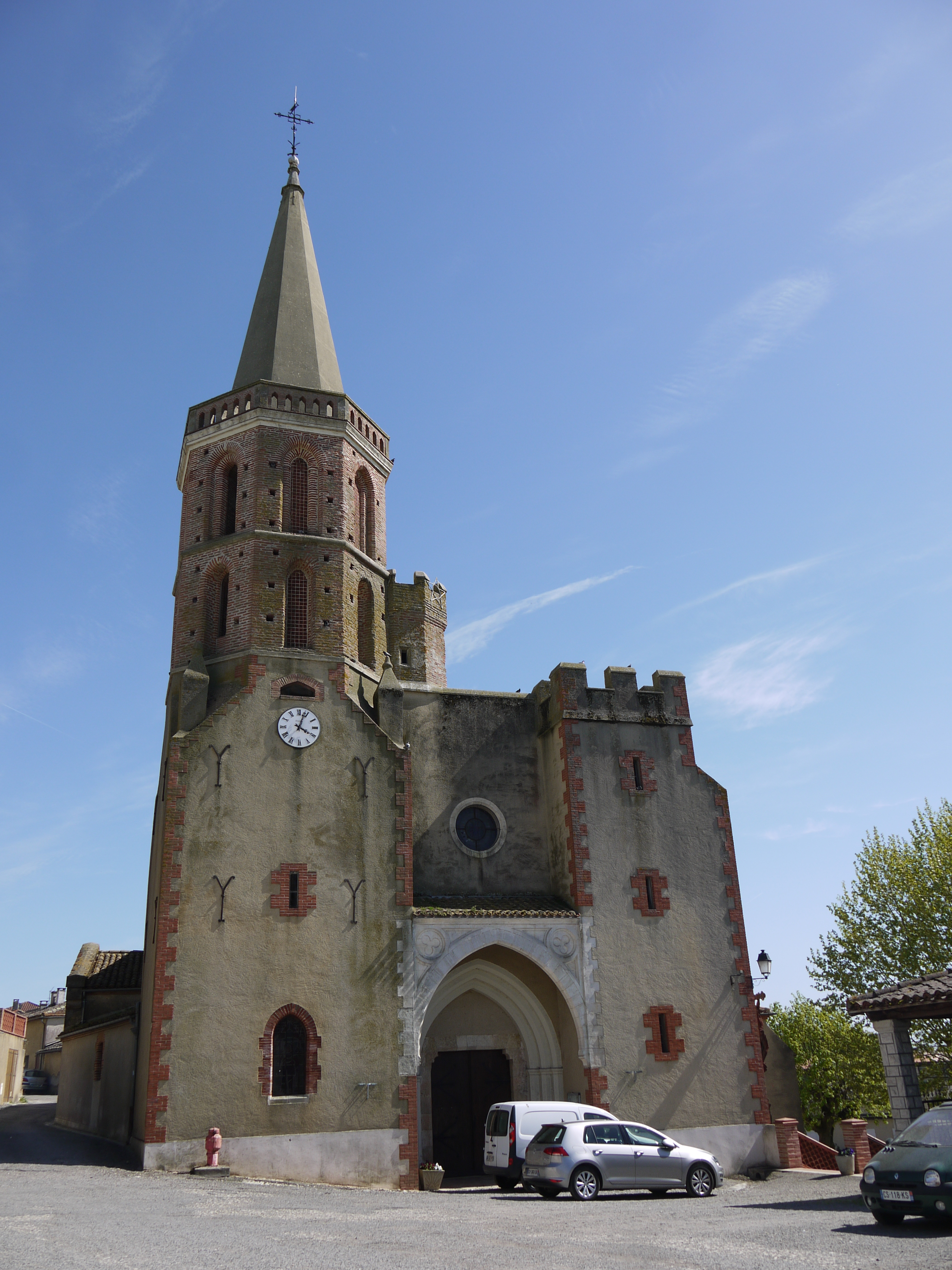
Kirche Saints-Abdon-et-Sernnen
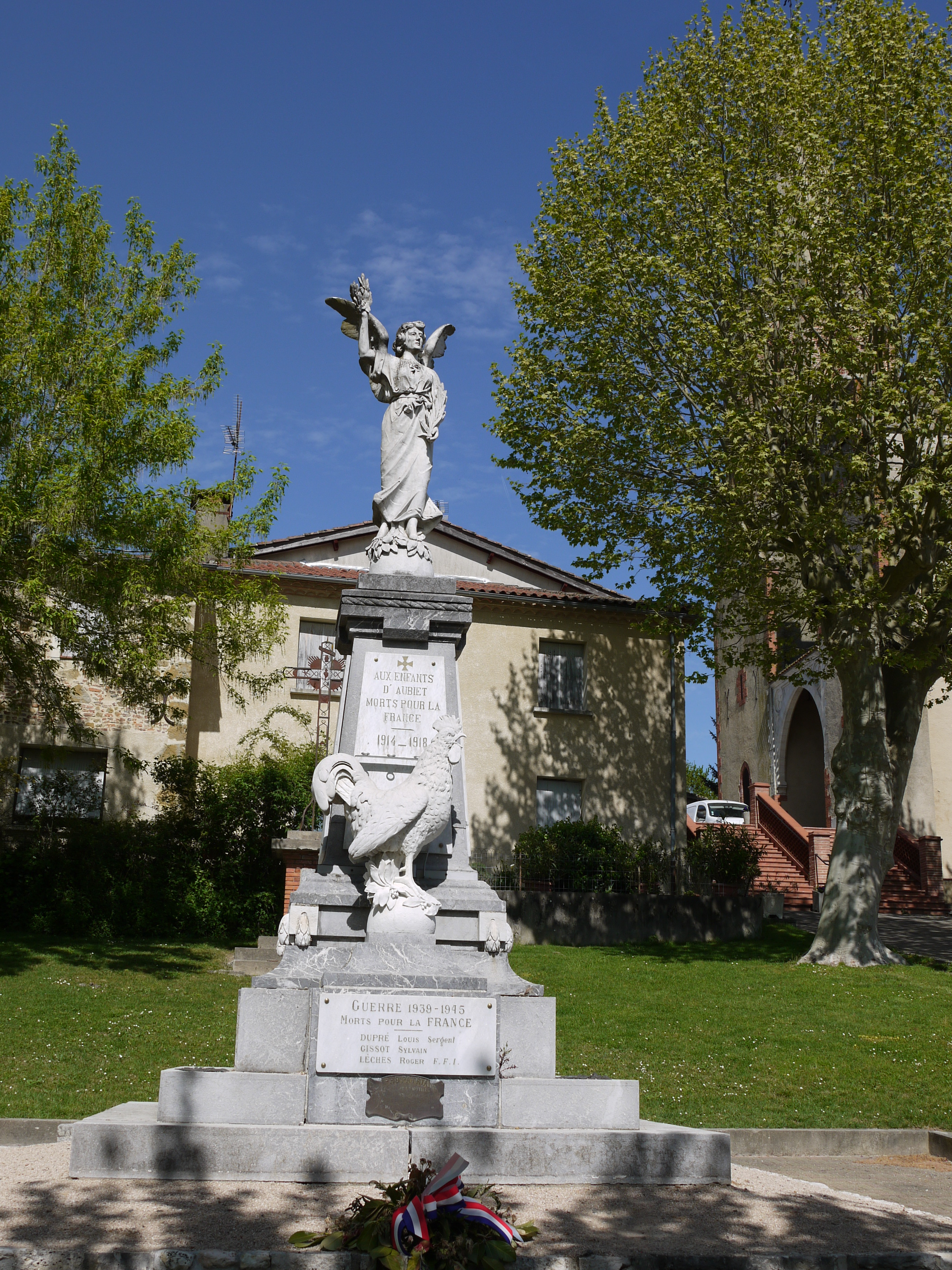
Gefallenendenkmal

## Persönlichkeiten
- Jean-Luc Lagardère (1928–2003), Unternehmer